# Лермонтов, Михаил Николаевич
Михаи́л Никола́евич Ле́рмонтов (1792—1866) — русский адмирал.

## Биография
Родился 15 (26) января 1792 года в семье отставного капитан-лейтенанта флота Николая Петровича Лермонтова. Встречается иное написание фамилии — Лермантов.
В чине гардемарина участвовал в русско-шведской войне 1808—1809 годов и на гребном катере «Снапоп» отличился 6 сентября 1808 года в сражении у острова Пальво, за что был награждён знаком отличия военного ордена.
В 1809 году окончил Морской корпус с производством 14 декабря в чин мичмана; 7 декабря 1811 году переведён в Гвардейский экипаж.
Во время Отечественной войны 1812 года участвовал 4-6 августа в боях за Смоленск и 26 августа в Бородинском сражении, за отличие в котором награждён орденом Св. Анны 4-й степени на шпагу.
9 мая 1813 года участвовал в сражении при Бауцене, за отличие в котором произведён 13 июня в лейтенанты. В 1813 году в сражении под Кульмом был контужен, а за проявленную храбрость и распорядительность награждён орденом Св. Владимира 4-й степени с бантом и Кульмским крестом. В чине лейтенанта участвовал в сражении под Лейпцигом и при взятии Парижа.
В 1816—1818 годах командовал фрегатом «Россия». В 1819 году на фрегате «Проворный» совершил переход в Исландию. В 1820—1823 годах командовал галетом «Церера». В 1821 году награждён орденом Св. Анны 3-й степени. В 1823 году на фрегате «Проворный» совершил переход в Исландию. 30 августа 1824 года произведён в капитан-лейтенанты. В кампанию 1824 года на корабле «Эмгейтен» совершил переход от Кронштадта до Ростока. В 1825—1827 годах командовал фрегатом «Россия».
Во время русско-турецкой войны участвовал в осаде Варны, за отличие произведён 2 октября 1828 года в чин капитана 2-го ранга. В дальнейшем участвовал в морских сражениях под Мессемврией, Инадами, Мидией и Менанделом и отличие в этой войне награждён 9 октября орденом Св. Анны 2-й степени. По окончании войны был назначен командиром «образцового» флотского экипажа
В кампанию 1830 года командовал 110-пушечным кораблём «Святой Георгий Победоносец» при проводке от Санкт-Петербурга до Кронштадта и крейсировал на нём у Красной Горки. В 1831 году назначается командиром 74-пушечного корабля «Кацбах» с производством 30 августа в чин капитан 1-го ранга. В том же году был назначен временным командиром Либавского порта.
В кампанию 1832 года командовал кораблём «Св. Георгий Победоносец» в Балтийском море; 8 ноября 1832 года назначен вице-директором Инспекторского департамента Главного Морского штаба с оставлением в гвардейском экипаже.
25 декабря 1833 года за выслугу награждён орденом Св. Георгия IV степени, 6 декабря 1837 года произведён в чин контр-адмирала и в том же году награждён орденом Св. Станислава 2-й степени; 6 декабря 1839 года — орденом Св. Станислава 1-й степени.
30 августа 1848 года произведён в чин вице-адмирала с назначением командиром Свеаборгского порта и военным губернатором Свеаборга.
Во время Крымской войны отличился при обороне Свеаборга, за что был награждён орденом Св. Владимира 2-й степени.
2 июня 1854 года назначен членом генерал-аудиториата; 29 июля 1857 года назначен состоять по морскому министерству.
22 февраля 1860 года произведён в чин адмирала с увольнением в отставку.
Умер 29 июля (10 августа) 1866 года. похоронен на Волковском кладбище в Петербурге.

## Семья
От брака с баронессой Софьей (Эмилией) Фёдоровной фон Стюарт родились дети:
- Елизавета (22.11.1834—27.1.1912), с 1854 года замужем за бароном Платоном Людвиговичем Врангелем (1829—1892); у них сын — Николай (1860—1933)[2]
- Софья (22.07.1836—1909), 10 ноября 1854 года вышла замуж за прапорщика Александра Карловича Миллера, известно о рождении у них 20 сентября 1859 года дочери Александры.
- Александр (1838—1906), генерал от кавалерии, член Военного совета (1902)
- Эмилия (23.02.1839—?)
- Михаил (26.05.1841—?), крестник Николая I.
- Константин (1849—1897)